# Bataille de Oujda (1359)
Conflit mérinido-zianide
La bataille d'Oujda en 1359 est une attaque menée par le sultan Mérinide, Abou Salem Ibrahim Ibn Ali contre l'armée de Abou Hammou Moussa II. Les deux armées se rencontrent près d'Oujda. Une autre partie de l'armée mérinide s'empare de Tlemcen, mais revient sur ses pas et proclame un nouveau sultan mérinide.

## Contexte
À la suite de la mort du sultan mérinide Abu Inan Faris, le sultan zianide Abou Hammou Moussa II restaure sa dynastie à Tlemcen. Le sultan zianide sort de Tunis où il avait trouvé refuge, les partisans des zianides se rassemblent autour de lui et Abou Hammou reprend Tlemcen. À cette nouvelle, le vizir mérinide El Hacen Ibn Omar envoie une armée Mérinide la reprendre ; une partie de cette armée est battue par Abou Hammou près de Oujda, tandis que l'autre parvient à reprendre momentanément Tlemcen, que le sultan zianide avait fait évacuer auparavant. Mais cette armée fait proclamer un certain Mansour Ibn Soliman comme sultan mérinide et revient au maghreb el aksa.

## Déroulement
Une armée mérinide est envoyée combattre Abou Hammou, les deux armées se rencontrent près d'Oujda, et l'armée mérinide ainsi que les almohades sont battues,. Les chefs de cette armée trouvent refuge dans la ville d'Oujda. L'autre partie de l'armée mérinide, qui se trouve à Tlemcen, fait proclamer un nouveau sultan mérinide et rentre dans son royaume.

## Conséquences
Abou Hammou II rentre à Tlemcen sans difficultés tandis que l'armée menée par Mansour part assiéger Fès. Le sultan zianide profite de la guerre civile dans le Royaume mérinide afin d'assoir son autorité dans le Maghreb central. Il fait venir des tribus arabes makiliennes et les établit entre Tlemcen et Oujda et de là,, jusqu'à l'embouchure de la Moulouya afin de servir comme rempart contre les Mérinides.